# Волосківці (Корюківський район)
Воло́сківці — село в Україні, у Менській міській громаді Корюківського району Чернігівської області. Населення становить 563 осіб (2021р.). До 2016 орган місцевого самоврядування — Волосківська сільська рада.

## Географія
Селом протікає річка Дягова, права притока Мени.

## Історія
Колишнє державне та власницьке село — центр Волосківської волості Сосницького повіту Чернігівської губернії.
У 1765 році збудовано дерев'яну Успенську церкву. 
12 червня 2020 року, відповідно до розпорядження Кабінету Міністрів України № 730-р «Про визначення адміністративних центрів та затвердження територій територіальних громад Чернігівської області», увійшло до складу Менської міської громади.
19 липня 2020 року, в результаті адміністративно-територіальної реформи та ліквідації Менського району, село увійшло до складу Корюківського району.

## Населення
Згідно з переписом УРСР 1989 року чисельність наявного населення села становила 1040 осіб, з яких 441 чоловік та 599 жінок.
За переписом населення України 2001 року в селі мешкало 847 осіб.

### Мова
Розподіл населення за рідною мовою за даними перепису 2001 року:
| Мова       | Відсоток |
| ---------- | -------- |
| українська | 98,00 %  |
| російська  | 2,00 %   |

## Роди
В 1858 р. місцева козацька громада складалася з 1421 особи, які належали до таких родів: Авраменко, Андрієнко, Антоненко, Архипенко, Ачкалда, Баєнко, Баран, Бенько, Білик, Борисенко, Бурий, Гавриленко, Гаєвий, Галич, Гармаш, Гетьманенко, Гнип, Говоруха, Гойдимаченко, Григор, Григоренко, Гринь, Гриценко, Гузик, Гулий, Данець, Дей, Денисенко, Дешко, Дубина, Єрмоленко, Єфименко, Захарченко, Зінченко, Кислюк, Ківлицький, Кобзар, Коврига, Козленко, Кононевич, Корніяшенко, Кочура, Кравченок, Крутий, Лебединський, Лисиця, Логвиненко, Ломаненко, Лущик, Макаренко, Манойло, Марченко, Матус, Мирошниченко-Примаченко, Моняка, Нерет, Овсієнко, Пархоменко, Петрук, Половенко, Полосмак, Полявик, Помаз, Пропченко, Рева, Руденко, Сава, Савенко, Савченок, Сапон, Сафон, Симоненко, Синиця, Смик, Смущенко, Сокол, Тарасенко, Терещенко, Тищенко, Ткаченко, Тубак, Харченко, Чайка, Четвериченко, Чкана, Шмагайло, Шостак, Щерба, Ющенко.

## Відомі особи
З селом пов'язані відомі люди:
- 1939 р. в селі народився Гайдамака Анатолій Васильович — народний художник України, лауреат Державної премії ім. Шевченка, заслужений діяч мистецтв України.
- 1872 р. в селі народився Пархоменко Терешко, кобзар.
- 1835 р. на хуторі біля села народився Троцький Віталій Миколайович — російський генерал-ад'ютант, генерал від інфантерії.
- 1966 р. в селі народився Авраменко Геннадій Вікторович — Заслужений майстер спорту із кульової стрільби.

## Галерея

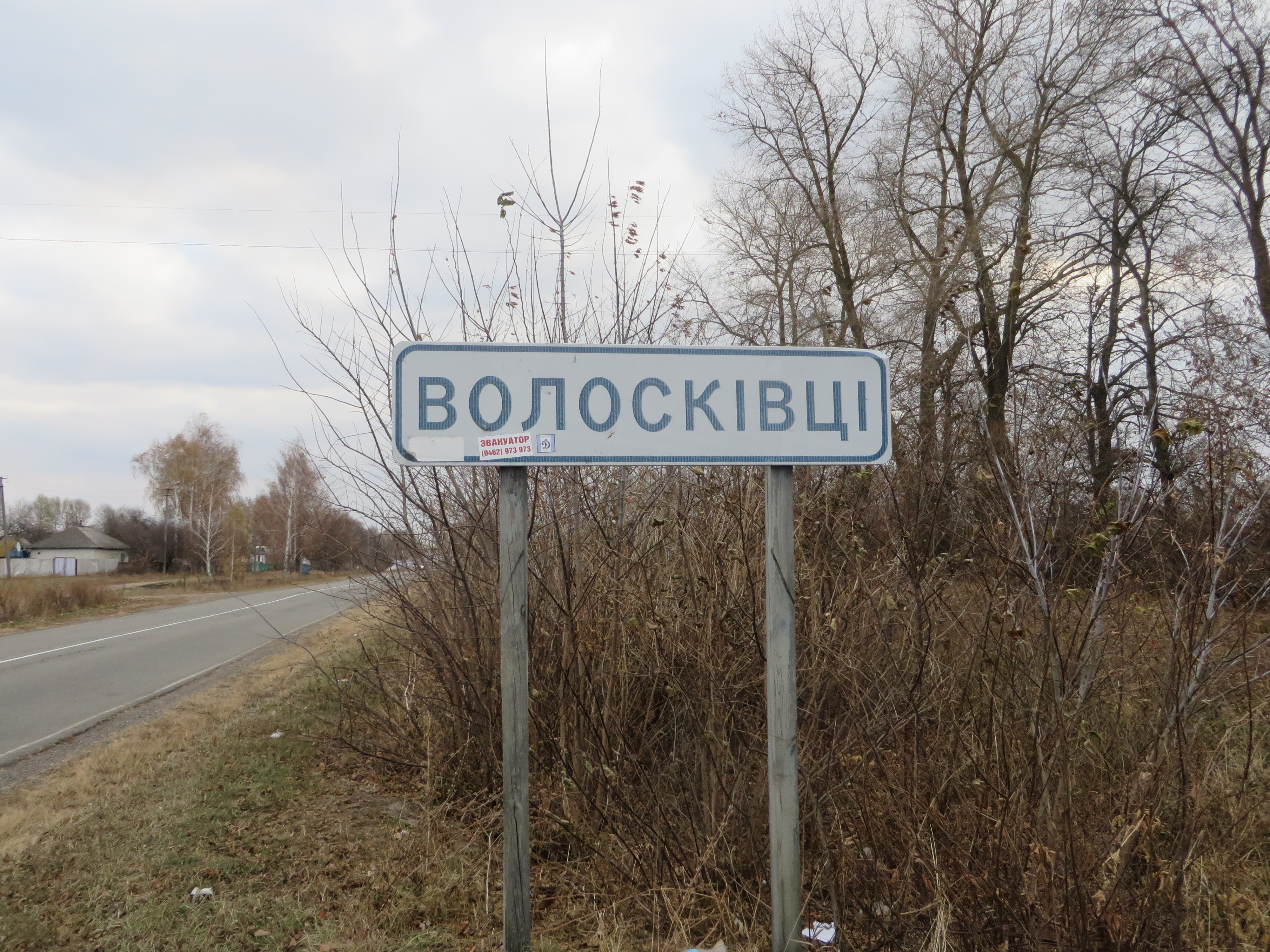
В'їзний знак
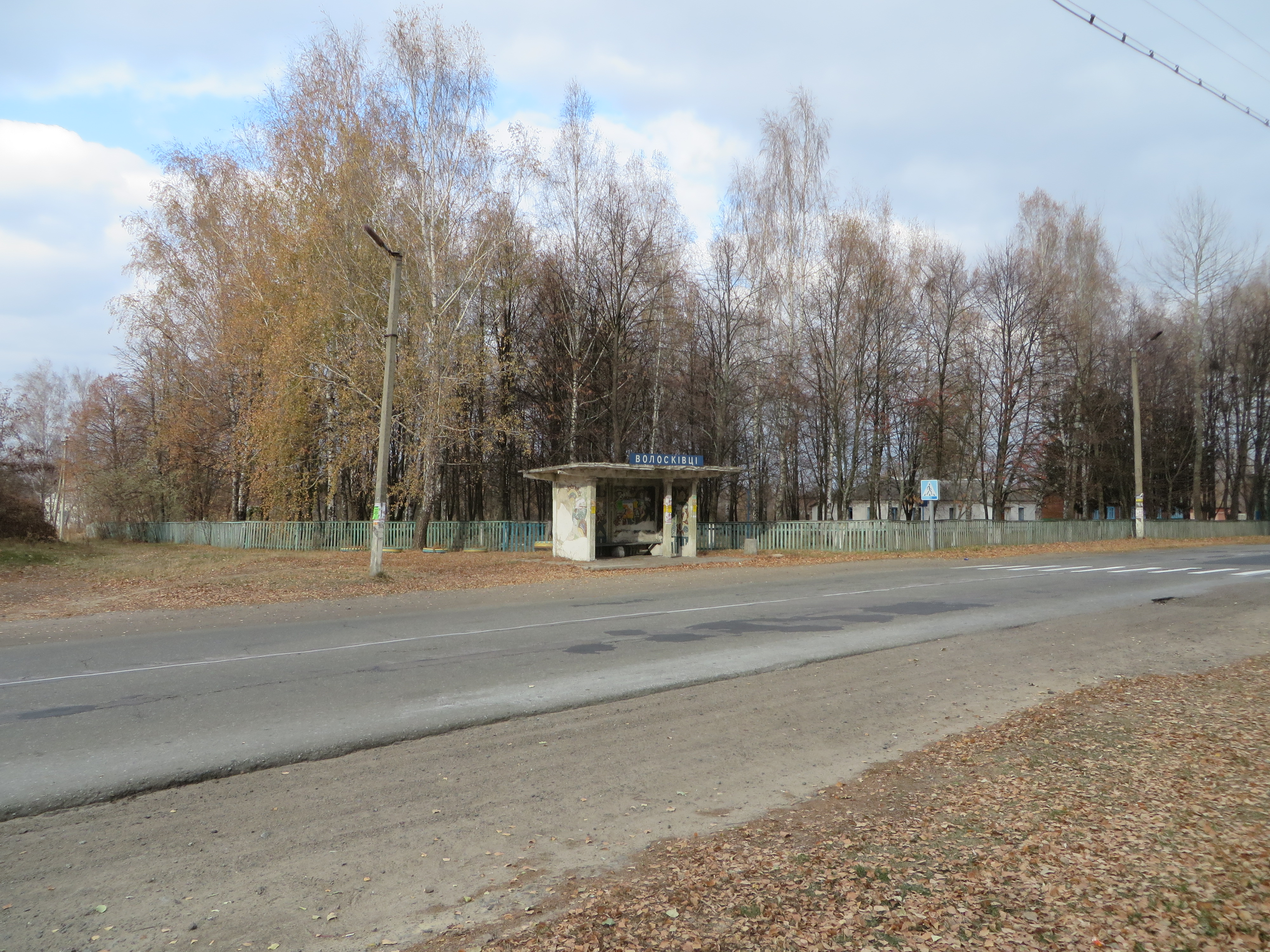
Автобусна зупинка на трасі "Чернігів-Мена"
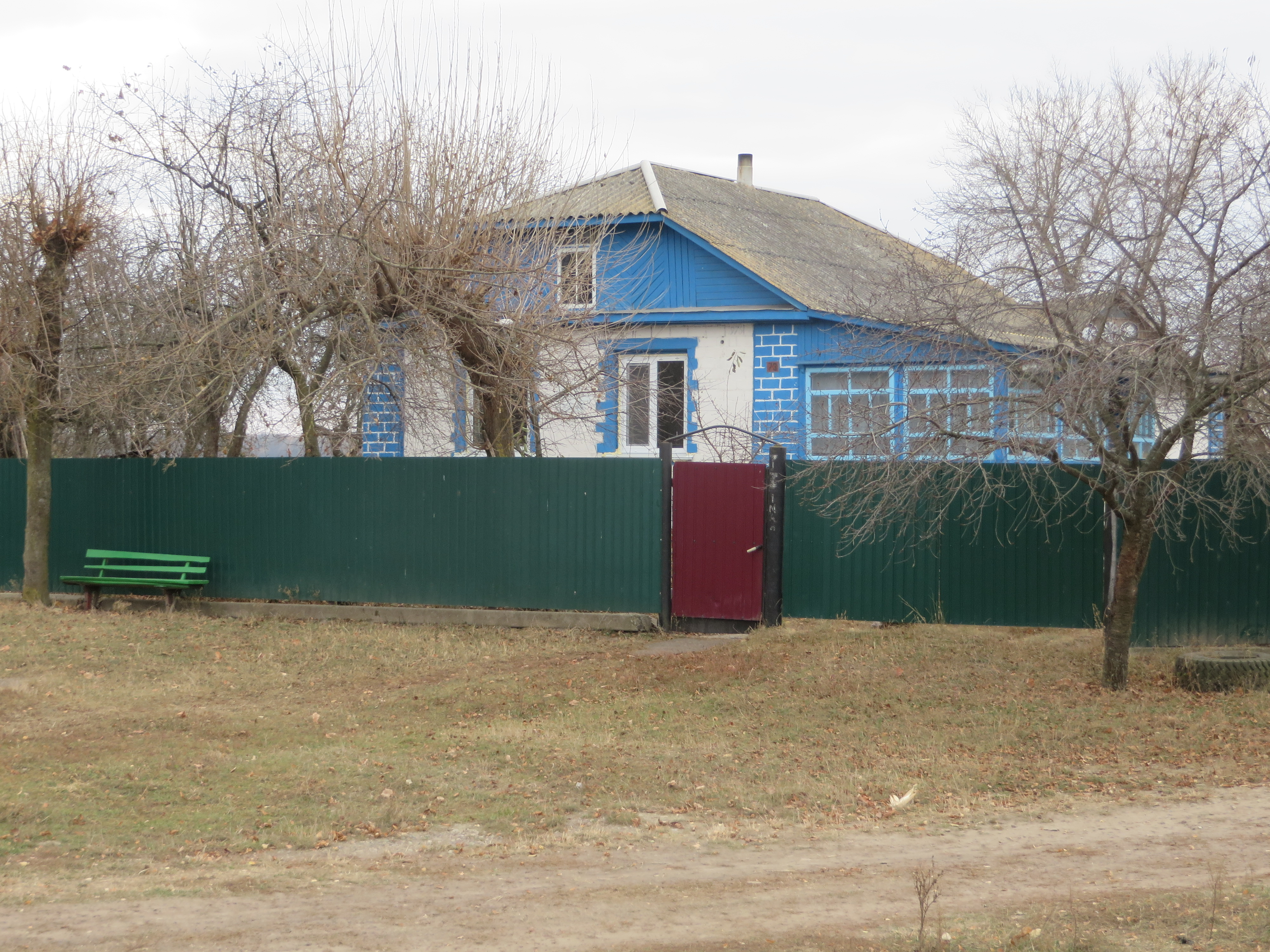
Типовий будинок
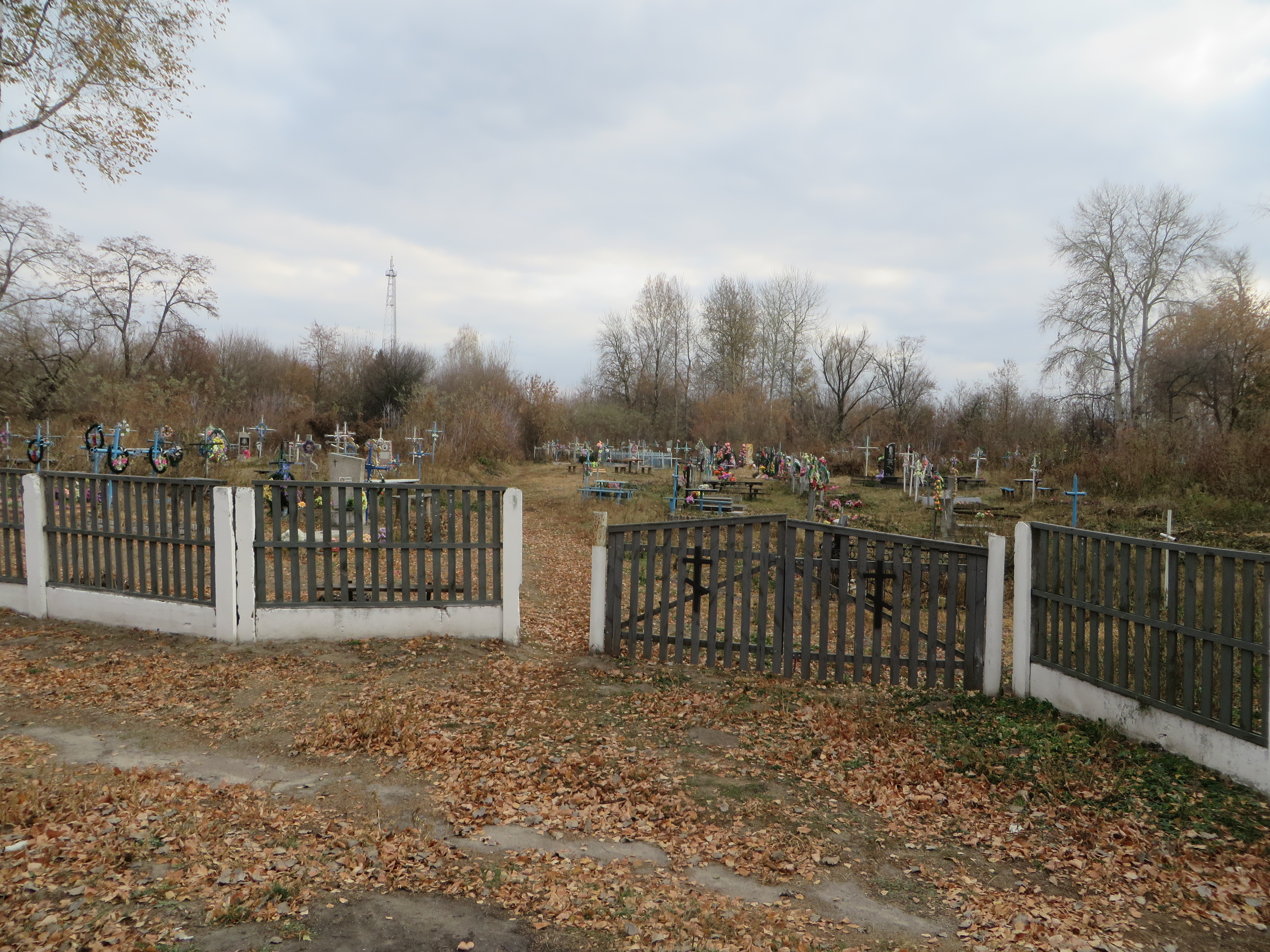
Кладовище
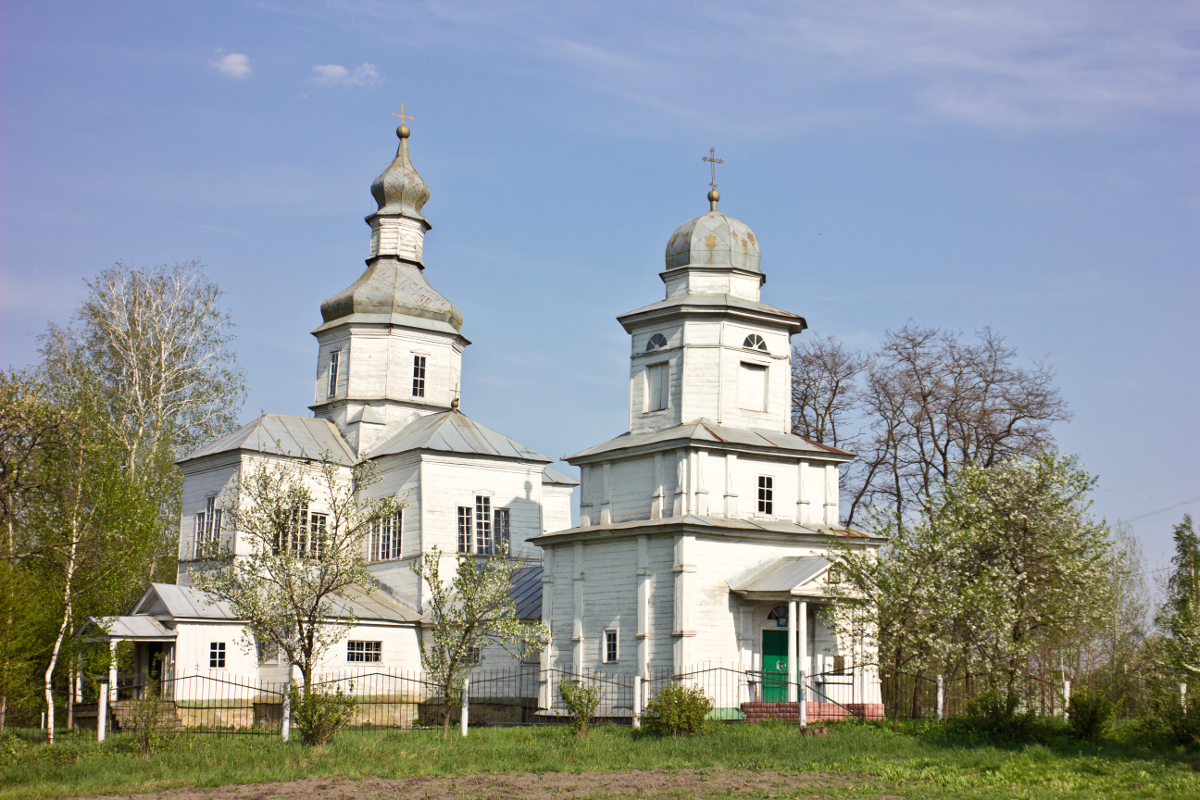
Церква Успіння Пресвятої Богородиці
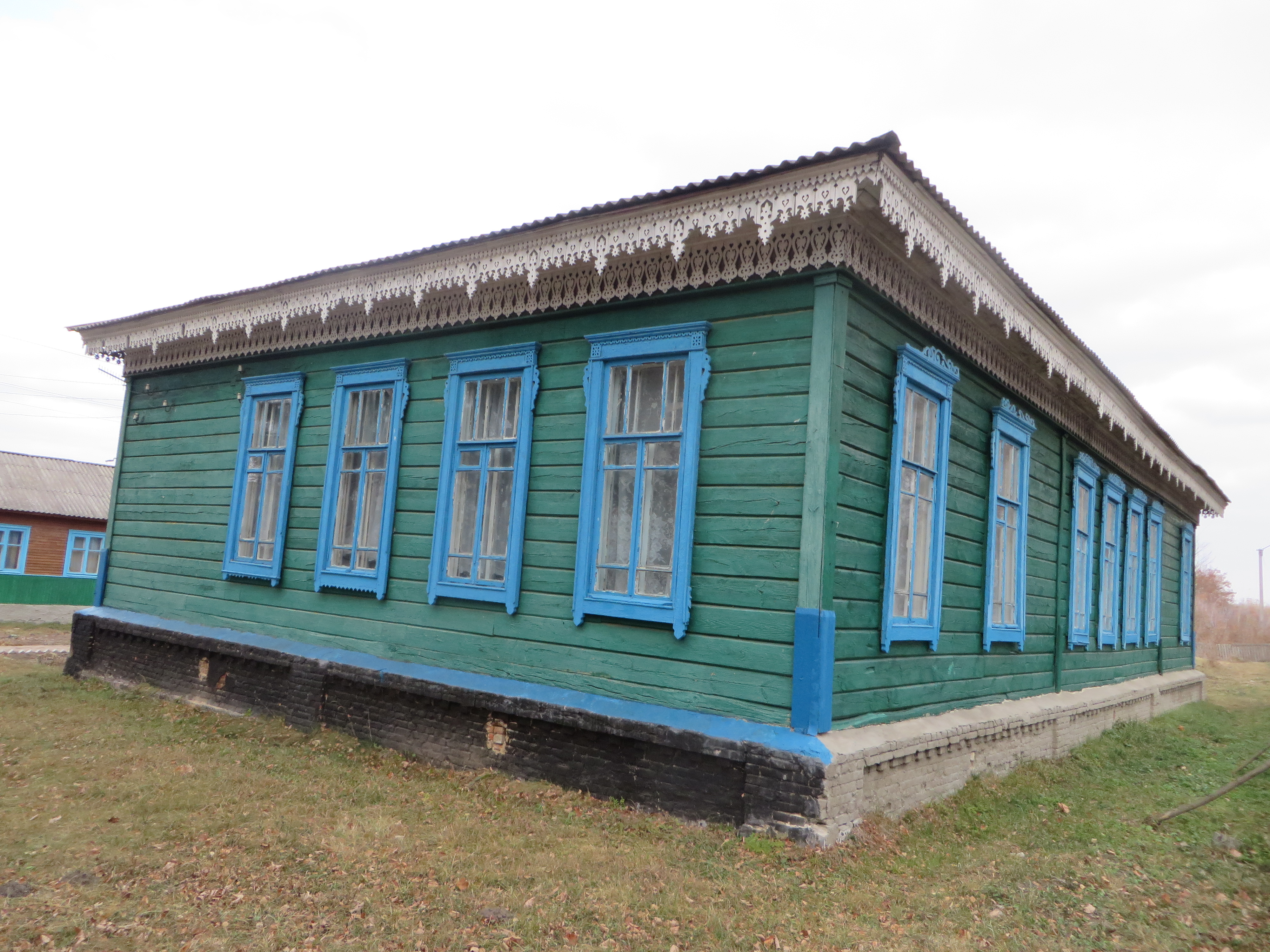
Волосківська гімназія
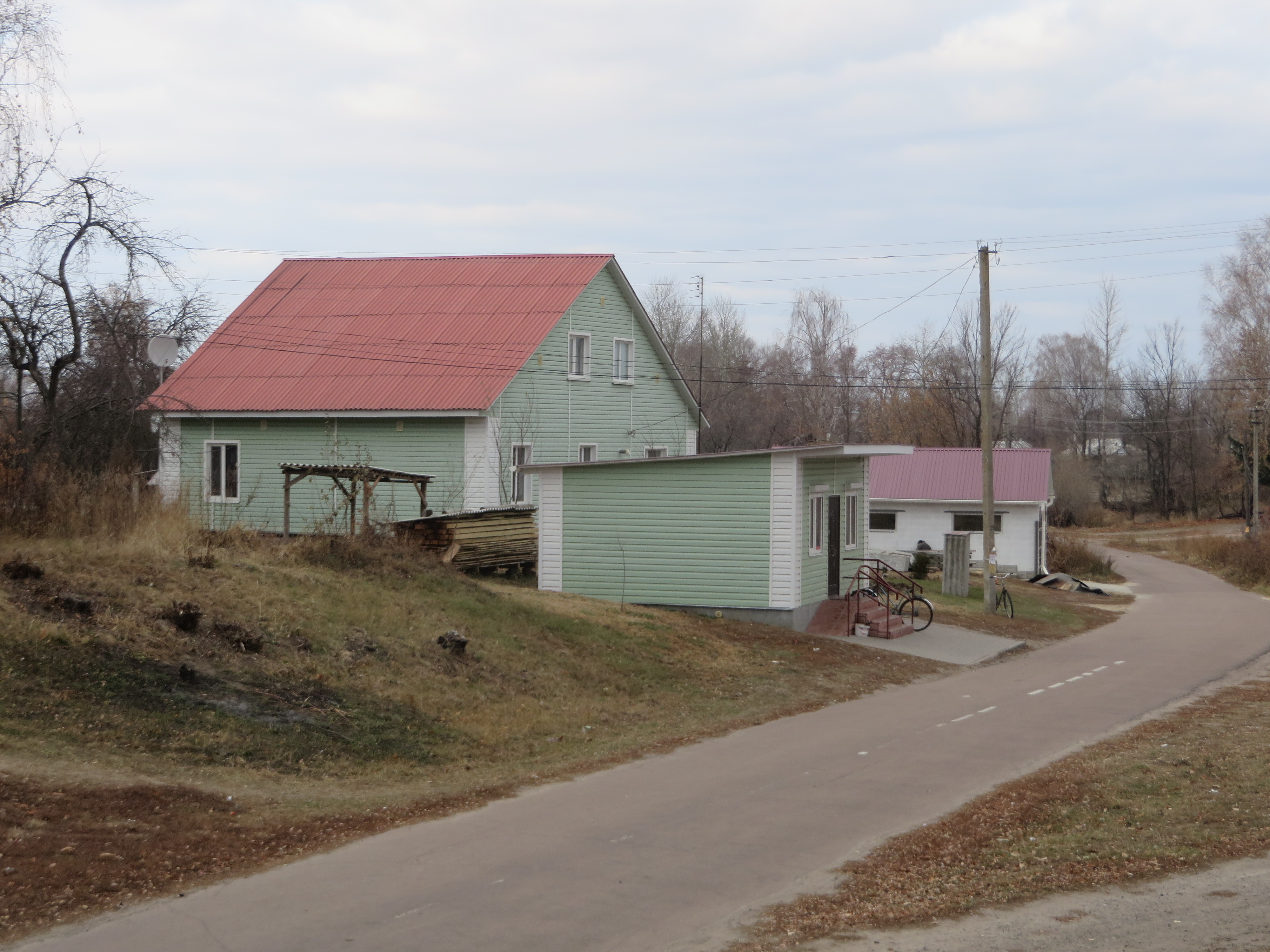
Будинок місцевого священнослужителя з його магазином